# Лене фон Ленсгейм, Фридрих
Фридрих Лене фон Ленсгейм (нем. Friedrich Lehne von Lehnsheim; 8 января 1870, Вена — 7 июля 1951, Грундльзе) — австро-венгерский государственный деятель, военачальник, в 1918 году — последний министр ландвера Цислейтании (исполняющий обязанности).

## Выдержки из биографии
Служил начальником секции в Министерстве ландвера. Осенью 1918 года, в условиях поражения Австро-Венгрии в Первой мировой войне, временно исполнял обязанности министра в правительстве Генриха Ламмаша. Покинул пост в результате ликвидации кабинета и министерства. Впоследствии являлся председателем Комиссии по делам компенсаций инвалидам-ветеранам войны.